# Hézecques
Hézecques – miejscowość i gmina we Francji, w regionie Hauts-de-France, w departamencie Pas-de-Calais.
Według danych na rok 1990 gminę zamieszkiwały 104 osoby, a gęstość zaludnienia wynosiła 21 osób/km² (wśród 1549 gmin regionu Nord-Pas-de-Calais Hézecques plasuje się na 1093. miejscu pod względem liczby ludności, natomiast pod względem powierzchni na miejscu 683.).